# Dermot Morgan
Dermot John Morgan (* 31. März 1952 in Dublin; † 28. Februar 1998 in London) war ein irischer Komiker und Schauspieler.

## Leben

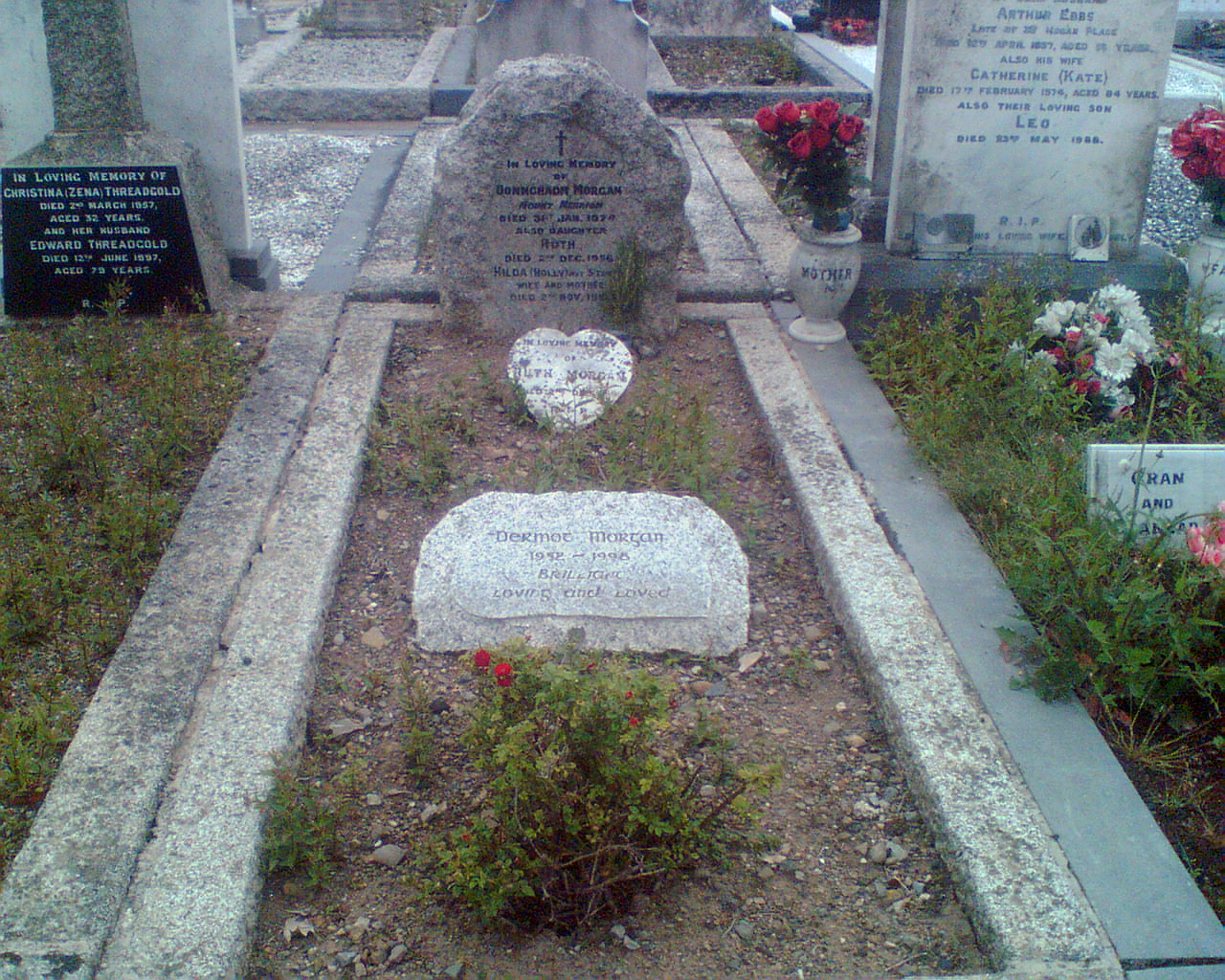
Dermot Morgans Grab

Morgan war gelernter Schullehrer, der seine Ausbildung am Oatlands College in Stillorgan und am University College Dublin (U.C.D.) erhielt. Er hatte internationalen Erfolg mit seiner Rolle als Father Ted Crilly in der Channel 4 Sitcom Father Ted. Er starb 24 Stunden nach seinem Dreh für die letzte Folge dieser Fernsehserie nach einem  Herzanfall. Beerdigt ist er im Deansgrange Cemetery im County Dublin.

## Filmografie
- 1995–1998: Father Ted (25 Folgen)
- 1988: Ein Mann wie Taffin (1988)
- 1994: Dermot Morgan Live (1994)
- 1998: Eddies erster Winter (1998)

## Weblink
- Dermot Morgan bei IMDb